# Dündar Ali Osman
Dündar Ali Osman (30. prosince 1930, Damašek – 18. ledna 2021, tamtéž), známý také jako Dündar Ali Osmanoğlu nebo Dündar Aliosman, byl 45. hlavou upadlé Osmanské dynastie, která v letech 1299-1922 řídila Osmanskou říši. Tato říše existovala ještě krátce po první světové válce. Historikové datují konec říše na pád sultanátu v roce 1922, vznik Turecké republiky v roce 1923 a pád chalífátu v roce 1924. Kdyby říše nadále existovala, byl by titulován jako sultán Ali II.
Dündar byl prapravnukem 34. sultána Abdulmecida II., vnukem prince Mehmeda Selima a synem prince Mehmeda Abdülkerima. Jeho mladším bratrem byl Sehzade Harun Osmanoğlu.
| Osmanská dynastie              | Osmanská dynastie                               | Osmanská dynastie         |
| ------------------------------ | ----------------------------------------------- | ------------------------- |
| Předchůdce: Bayezid III. Osman | 6. ledna 2017 - 18. ledna 2021 Dündar Ali Osman | Nástupce: Harun Osmanoğlu |